# Prolepta ferocula
Prolepta ferocula är en insektsart som beskrevs av Stsl 1863. Prolepta ferocula ingår i släktet Prolepta och familjen lyktstritar. Inga underarter finns listade i Catalogue of Life.